# Aphelandra nuda
Aphelandra nuda é uma espécie de planta pertencente a família Acanthaceae É um arbusto nativo do Brasil, sendo endêmico da Mata Atlântica, onde ocorre em florestas ombrófilas.